# Горно-обогатительный комбинат
Го́рно-обогати́тельный комбина́т (сокращённо ГОК) — комплексное горное предприятие по добыче и переработке твёрдых полезных ископаемых. Необходимость в строительстве на одной производственной площадке производственных переделов не только по добыче, но и по переработке и обогащению добываемых из недр полезных ископаемых, возникла в связи с тем, что для дальнейшего использования полезных ископаемых необходимо повысить в них содержание полезных компонентов.

## Состав
Горно-oбогатительный комбинат включает следующие основные производственные подразделения:
1. Подразделения по добыче полезных ископаемых (карьеры, шахты, рудники).
2. Транспортное подразделение, предназначенное для доставки добытой руды на обогатительную фабрику. Доставка руды на обогатительную фабрику может осуществляться с использованием различных транспортных систем и видов транспорта: автомобильного, железнодорожного, конвейерного, канатных дорог, рудоспусков, рудоскатов и других.
3. Подразделение по переработке добытого полезного ископаемого, которое обычно представлено обогатительной фабрикой.
4. Общепроизводственные подразделения: энергохозяйство, ремонто-механический цех, другие необходимые подразделения.

Ha горно-обогатительном комбинате добывается и перерабатывается чаще один вид полезного ископаемого: железная руда, марганцевая руда, асбестовая руда, апатитовая руда и другие, однако могут добывать несколько видов руды: медная и никелевая, руды полиметаллов.
На обогатительных комбинатах применяются различные процессы переработки полезных ископаемых:
- гравитационные;
- промывочные;
- магнитного обогащения;
- дробильно-сортировочные;
- флотационные;
- с применением комбинированной технологии (включая гидрометаллургию или обжиг).

Конечной продукцией горно-обогатительного комбината являются концентрат, агломерат, окатыши или брикеты, которые направляются для дальнейшей переработки (например, в металлургическое производство) или использования (например в качестве удобрения в сельском хозяйстве).

## Крупнейшие горно-обогатительные комбинаты СНГ
- Михайловский ГОК (Россия);
- Стойленский ГОК (Россия);
- Качканарский ГОК (Россия);
- Костомукшский ГОК (Россия);
- Лебединский ГОК (Россия)
- Высокогорский ГОК (Россия);
- Центральный ГОК (Украина);
- Соколовско-Сарбайский ГОК (Казахстан);
- Ковдорский ГОК (Россия);
- Коршуновский ГОК (Россия);
- Полтавский ГОК (Украина);
- Оленегорский ГОК (Россия)[3].

Основной объём (92,6 % в 2006 году) сырой руды на предприятиях РФ добывается открытым способом на 29 карьерах. На самых крупных карьерах (Лебединский, Михайловский, Стойленский, Северный Качканарского ГОКа, Костомукшский) производительностью более 20 млн т в 2006 году было добыто 70 % железной руды, а на трёх карьерах (Ковдорский, Главный, Западный Качканарского ГОКа) производительностью 10—20 млн т добыча руды составила 16 % (40,63 млн т).
Удельный вес 8 крупнейших ГОКов (Лебединский, Михайловский, Качканарский, Стойленский, Костомукшский, Ковдорский, Оленегорский, Коршуновский) в добыче сырой руды открытым способом в России в 2006 году достиг 243,4 млн т и составил 96 % всей открытой добычи. Средневзвешенная по добыче глубина их 273,7 м; самые глубокие из них Лебединский (355 м), Ковдорский (339 м), Стойленский (328,5 м).
Подземным способом железная руда в России добывается на 11 шахтах и подземном руднике Оленегорского ГОКа, суммарная добыча на которых в 2006 году составила 20,43 млн т. Максимальная добыча была достигнута на шахте им. Губкина комбината «КМАруда» (3992 тыс. т) и шахте Шерегешского рудоуправления (3480 тыс. т), минимальная — на шахте «Сидеритовая» (523 тыс. т). Максимальную глубину имеет шахта Таштагольского рудника (800 м), минимальную — шахта «Сидеритовая» (280 м).
В 2006 году российской железорудной промышленностью произведено 103,7 млн т железорудного сырья, то есть на 6,9 млн т больше, чем в 2005 году.
| Предприятие                    | Сырая руда | Сырая руда | Товарная руда | Товарная руда |
| Предприятие                    | 2005 г.    | 2006 г.    | 2005 г.       | 2006 г.       |
| ------------------------------ | ---------- | ---------- | ------------- | ------------- |
| Качканарский ГОК               | 45,999     | 51,2       | 8,6           | 9,4           |
| Лебединский ГОК                | 48,9       | 49,9       | 20,6          | 21,0          |
| Михайловский ГОК               | 42,5       | 49,6       | 16,9          | 20,1          |
| Костомукшский ГОК              | 25,4       | 26,3       | 9,1           | 9,96          |
| Стойленский ГОК                | 24,4       | 26,0       | 11,9          | 12,7          |
| Ковдорский ГОК                 | 16,2       | 15,5       | 5,8           | 5,6           |
| Оленегорский ГОК               | 12,0       | 13,3       | 4,0           | 4,5           |
| Коршуновский ГОК               | 11,3       | 11,6       | 4,5           | 4,98          |
| Высокогорский ГОК              | 4,3        | 4,4        | 1,4           | 1,5           |
| КМАруда                        | 4,0        | 3,99       | 1,85          | 1,85          |
| Шерегешское рудоуправление     | 3,0        | 3,5        | 1,6           | 1,8           |
| Тейское рудоуправление         | 2,6        | 2,8        | 1,5           | 1,6           |
| Ирбинское рудоуправление       | 2,5        | 2,4        | 1,4           | 1,3           |
| Богословское рудоуправление    | 2,4        | 2,3        | 1,3           | 1,3           |
| ГОП ММК                        | 2,4        | 2,2        | 1,5           | 1,5           |
| Абаканское рудоуправление      | 2,0        | 2,0        | 0,8           | 0,9           |
| Таштагольское рудоуправление   | 1,9        | 1,8        | 1,5           | 1,3           |
| Бакальское рудоуправление      | 1,4        | 1,8        | 1,1           | 1,2           |
| Казское рудоуправление         | 1,5        | 1,5        | 0,8           | 0,8           |
| Первоуральское рудоуправление  | 1,3        | 1,0        | 0,06          | 0,1           |
| Краснокаменское рудоуправление | 1,1        | 0,7        | 0,5           | 0,2           |
| Итого                          | 257,3      | 273,9      | 96,8          | 103,7         |